# Lukas Thürauer
Lukas Thürauer (Krems an der Donau, 21 dicembre 1987) è un allenatore di calcio ed ex calciatore austriaco, di ruolo centrocampista.

## Palmarès

### Club

#### Competizioni nazionali
- Erste Liga: 1

St. Pölten: 2015-2016